# Temporada 1889 de la Liga Nacional
La Temporada 1889 de la Liga Nacional fue la decimocuarta temporada de la Liga Nacional.
Los New York Giants lograron su segundo campeonato en la liga.

## Estadísticas
|                         | \| Liga Nacional[2] \| \| \| \| \| \| Club \| G \| P \| PG % \| GB \| \| New York Giants \| 83 \| 43 \| .659 \| - \| \| Boston Beaneaters \| 83 \| 45 \| .648 \| 1.0 \| \| Chicago White Stockings \| 67 \| 65 \| .508 \| 19.0 \| \| Philadelphia Quakers \| 63 \| 64 \| .496 \| 20.5 \| \| Pittsburgh Alleghenys \| 61 \| 71 \| .462 \| 25.0 \| \| Cleveland Spiders \| 61 \| 72 \| .459 \| 25.5 \| \| Indianapolis Hoosiers \| 59 \| 75 \| .440 \| 28.0 \| \| Washington Nationals \| 41 \| 83 \| .331 \| 41.0 \| |    |      |      |
| Liga Nacional           | |    |      |      |
| Club                    | G | P  | PG % | GB   |
| New York Giants         | 83 | 43 | .659 | -    |
| Boston Beaneaters       | 83 | 45 | .648 | 1.0  |
| Chicago White Stockings | 67 | 65 | .508 | 19.0 |
| Philadelphia Quakers    | 63 | 64 | .496 | 20.5 |
| Pittsburgh Alleghenys   | 61 | 71 | .462 | 25.0 |
| Cleveland Spiders       | 61 | 72 | .459 | 25.5 |
| Indianapolis Hoosiers   | 59 | 75 | .440 | 28.0 |
| Washington Nationals    | 41 | 83 | .331 | 41.0 |

|  | Campeón. |